# Tiger Woods PGA Tour 2003
Tiger Woods PGA Tour 2003 är ett 2002 golfspel som släpptes av EA Sports. Spelet innehåller ett turneringsläge som simulerar en säsong på PGA Tour.

## Banor
- Pebble Beach Golf Links
- TPC at Sawgrass
- Princeville at Hanalei
- Spyglass Hill
- Royal Birkdale
- Torrey Pines Golf Course
- Old Course at St Andrews
- Poppy Hills
- TPC Scottsdale
- Black Rock Cove (fantasi)
- The Highlands (fantasi)
- The Predator Golf Course (fantasi)

## Spelare
- Tiger Woods
- Stuart Appleby
- Notah Begay III
- Mark Calcavecchia
- Stewart Cink
- Brad Faxon
- Jim Furyk
- Charles Howell III
- Justin Leonard
- Colin Montgomerie
- Mark O'Meara
- Jesper Parnevik
- Vijay Singh
- Steve Stricker
- Ty Tryon